# Władysław Karczewski
Władysław Karczewski (ur. 21 grudnia 1898 w Sokalu, zm. wiosną 1940 w Katyniu) – podporucznik piechoty Wojska Polskiego, prawnik, sędzia, kawaler Krzyża Walecznych, ofiara zbrodni katyńskiej.

## Życiorys
Urodził się w Sokalu, ówczesnym mieście powiatowym Królestwa Galicji i Lodomerii, w rodzinie Antoniego i Zofii z Głazowskich. Absolwent Wydziału Prawa Uniwersytetu Jana Kazimierza we Lwowie. Magister praw. Powołany do armii austriackiej, walczył na frontach I wojny światowej. Od 1918 w Wojsku Polskim, uczestnik wojny 1920 r.
Ukończył Szkołę Podchorążych Piechoty w Warszawie. W dokumentacji wojskowej figuruje jako Karczewski Władysław II. W 1921 roku został przeniesiony do rezerwy, przydzielony w rezerwie do 40 pułku piechoty we Lwowie i zweryfikowany w stopniu podporucznika ze starszeństwem z dniem 1 czerwca 1919 roku w korpusie oficerów piechoty. 
Po zwolnieniu ze służby pracował jako prawnik. 28 lipca 1930 został przeniesiony z Sądu Powiatowego w Mikulińcach na stanowisko sędziego Sądu Powiatowego w Tarnopolu. W 1934 roku pozostawał w ewidencji Powiatowej Komendy Uzupełnień Tarnopol. W dalszym ciągu posiadał przydział w rezerwie do 40 pułku piechoty we Lwowie. W 1936 był sędzią grodzkim i kierownikiem Sądu Grodzkiego w Tarnopolu. W latach 1936–1937 był członkiem Zarządu Koła Stowarzyszenia Sędziów i Prokuratorów Rzeczypospolitej Polskiej w Tarnopolu a następnie został wybrany (lata 1937–1938) wiceprezesem Koła w Tarnopolu.  W 1939 był sędzią okręgowym Sądu Okręgowego w Tarnopolu. 
W kampanii wrześniowej wzięty do niewoli radzieckiej. Według stanu na grudzień 1939 był jeńcem obozu w Kozielsku. Między 3 a 5 kwietnia 1940 przekazany do dyspozycji naczelnika smoleńskiego obwodu NKWD – lista wywózkowa bez numeru, poz. 75 z 1.04.1940. Został zamordowany między 4 a 7 kwietnia 1940 przez NKWD w lesie katyńskim. Zidentyfikowany podczas ekshumacji prowadzonej przez Niemców w 1943, zapis w dzienniku ekshumacji pod datą 16.05.1943. Przy szczątkach znaleziono książeczkę wojskową oficera rezerwy, legitymację urzędnika państwowego, świadectwo szczepień obozowych. Figuruje na liście AM-226-2214 i liście Komisji Technicznej PCK pod numerem: GARF-79-02213. Nazwisko Karczewskiego znajduje się na liście ofiar (pod nr 2213) opublikowanej w Gońcu Krakowskim nr 135 i w Nowym Kurierze Warszawskim nr 139 z 1943. Krewni do 1992 poszukiwali informacji przez Biuro Informacji i Badań Polskiego Czerwonego Krzyża w Warszawie. 
Władysław Karczewski był żonaty z Heleną z Lejczaków, z którą miał córki Krystynę i Teresę.

## Upamiętnienie
5 października 2007 minister obrony narodowej Aleksander Szczygło mianował go pośmiertnie na stopień porucznika. Awans został ogłoszony 10 listopada 2007 w Warszawie, w trakcie uroczystości „Katyń Pamiętamy – Uczcijmy Pamięć Bohaterów”.

## Ordery i odznaczenia
- Krzyż Walecznych
- Medal Niepodległości
- Odznaka Honorowa „Orlęta”
- Krzyż Kampanii Wrześniowej – pośmiertnie 1 stycznia 1986[21]